# Kościół św. Wawrzyńca w Bytomiu
Kościół św. Wawrzyńca – drewniany kościół rzymskokatolicki wzniesiony w XVI wieku w Mikulczycach, przeniesiony do parku miejskiego w Bytomiu w 1901 roku, spłonął w 1982 roku.

## Historia
Świątynię wybudowano z drzewa modrzewiowego na planie prostokąta o bokach 11 na 10 metrów oraz pokryto dwuspadowym dachem. Wieża została wybudowana z drzewa sosnowego na planie kwadratu o boku 6,3 metra w konstrukcji słupowej.
Budynek został pierwotnie wybudowany w Mikulczycach, obecnie dzielnicy Zabrza, najprawdopodobniej w pierwszej połowie XVI wieku. Jako datę powstania podaje się najczęściej rok 1530, podawany m.in. przez Hermanna Luchsa, Alfonsa Perlikka oraz Simona Machę. Około roku 1580 kościół został przebudowany, a jego fundatorem został Daniel Starszy Ziemięcki, ówczesny właściciel Mikulczyc.
W 1749 roku nastąpiła kolejna naprawa kościoła podczas której wymieniono dach i tworząc sygnaturkę, odnowiono wieżę oraz podłogę. Wcześniej, w 1741 roku, odnowiona została ambona, na której umieszczono płaskorzeźby ewangelistów i Dobrego Pasterza, a w 1744 roku zbudowano balustradę przed ołtarzem.
Po wybudowaniu w Mikulczycach w 1892 roku nowego kościoła postanowiono sprzedać budynek, który za 500 marek kupił w 1901 roku magistrat miasta Bytomia. Budynek został rozebrany, a następnie złożony w zachodniej części parku miejskiego, niedaleko podłużnego stawu zwanego łabędzim. Podczas odbudowy wymieniono zniszczone belki, wymieniono gontowy dach, a także odtworzono płaskorzeźby.
Po przenosinach świątynia była nieużywana, w 1921 roku utworzono tam muzeum sztuki sakralnej otwarte w niedziele i święta. W 1933 roku z kościoła wyniesiono przedmioty muzealne, a następnie przekształcono go w pomnik poległych w okresie I wojny światowej. Po II wojnie światowej budynek został wyremontowany, lecz nie był używany. W 1971 roku Muzeum Górnośląskie zakupiło go od Skarbu Państwa, gdzie zorganizowało wystawę rzeźby sakralnej.
14 listopada 1982 roku, około godz. 22 kościół został podpalony w wyniku czego spłonął, zniszczeniu uległo około 30% budowli. Pozostałości miały zostać wykorzystane do odbudowy świątyni, zostały one rozebrane i wywiezione  do Nadwiślańskiego Parku Etnograficznego w Wygiełzowie, gdzie posłużył do naprawy różnych obiektów, należących do ekspozycji tego skansenu, sam kościół nie został odbudowany, ponadto został skreślony z rejestru zabytków.

## Wyposażenie

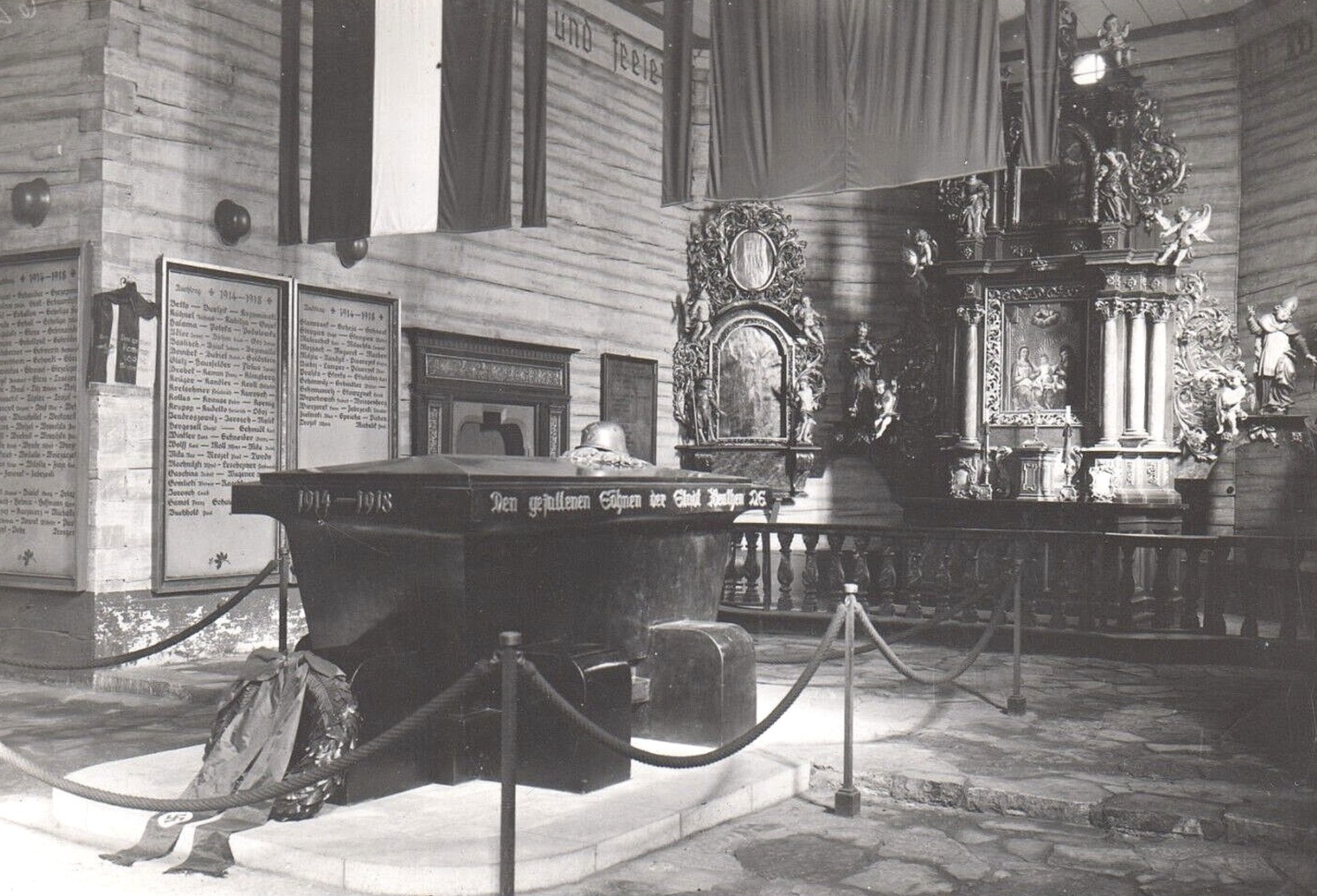
Wnętrze kościoła po przekształceniu w mauzoleum

Pierwotne wyposażenie pochodziło z lat 80. XVI wieku. W połowie XVII wieku w kościele pojawiły się nowe ołtarze ufundowane przez rodzinę Wołczyńskich, właścicieli Mikulczyc. Ołtarz główny zawierał cudowny obraz Matki Boskiej oraz obraz św. Wawrzyńca i figura św. Michała Archanioła. Ołtarze boczne prawy i lewy były poświęcone kolejno świętej Barbarze oraz świętemu Józefowi i, wraz z ołtarzem głównym, były bogato zdobione motywami roślinnymi.
Po utworzeniu w kościele muzeum umieszczono tam drewniany model kościoła św. Trójcy zburzonego w 1878 roku, obrazy kościołów św. Trójcy i św. Małgorzaty, płytę marmurową burmistrza Jakuba Dłuhinikla z 1637 roku, obraz Matki Boskiej Bolesnej z XVIII wieku oraz figury apostołów, chorągwie i baldachim pochodzące z kościoła św. Trójcy.

## Przypisy

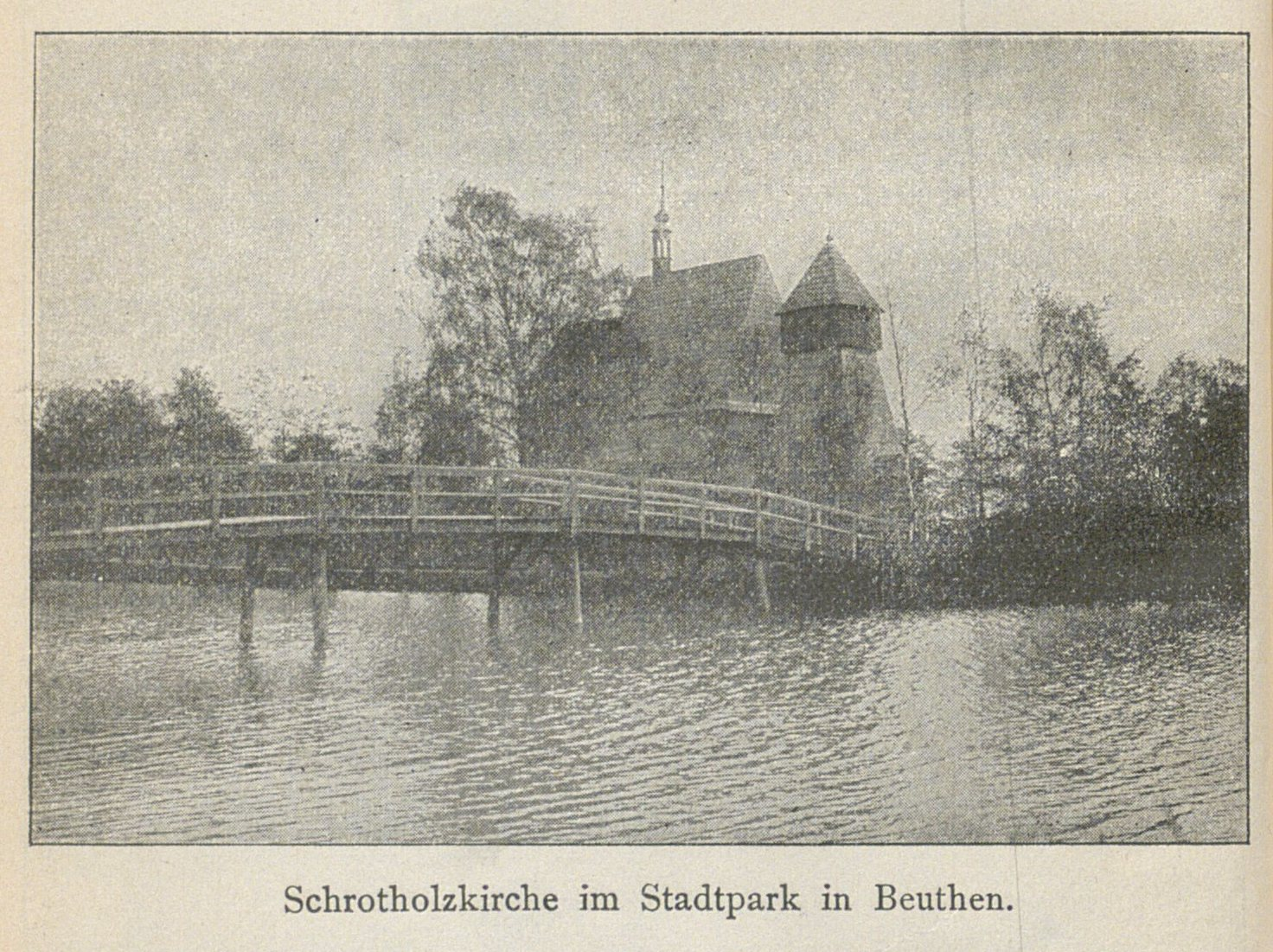
Zdjęcie przedstawiające Kościół św. Wawrzyńca (1904)